# Fu Hao
Fu Hao (妇好; Fù Hǎo) var drottning till den kinesiska Shangdynastins kung Wu Ding (r. 1250–1192 f.Kr.). Fu Hao var även general, och ledde militära kampanjer mot stammarna Tufang (土方), Qiangfang (羌方), Yifang (夷方) och Bafang (巴方). Som mest förde hon befäl över 13 000 soldater. Fu Haos tempelnamn var Mu Xin (母辛) eller Bi Xin (妣辛).
En stor del av det som är känt om Fu Hao kommer från orakelbensskriften. Texterna berättar att Fu Hao både deltog i militära slag och i de rituella ceremonierna, vilket var väldigt ovanligt för kvinnor. Orakelbenen beskriver även förutsägelserna kring den kommande födseln då Fu Hao var gravid, och det oönskade i att hon födde en flicka.
| ”                                           | [förutsägelse] Fru Haos förlossning kommer kanske inte att bli bra [...] [utfall] Hon födde, det blev verkligen inte bra, det blev en flicka. | „ |
| – från orakelben #247 i Bingbian-samlingen, | |   |

## Fu Haos grav

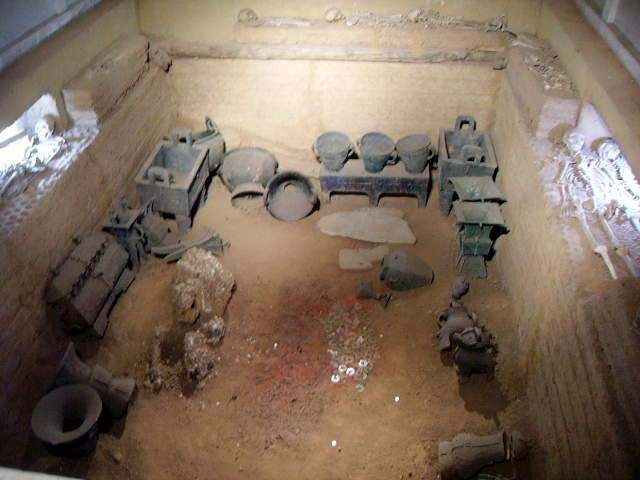
Fu Haos grav i Yinxu.

Fu Haos grav hittades 1976 i Xiaotun utanför Anyang i Henan i anslutning till ruinerna efter Shangdynastins huvudstad Yin. Graven är en av de bäst bevarade gravarna från tidsperioden, och den enda hittade kungliga graven från Shangdynastin som inte plundrats.
Graven innehöll 16 mänskliga offer och en stor mängd offerkärl. Totalt har ca 2 000 artefakter hittats i graven. Mer än hundra vapen och stora mängder objekt av brons, jade, sten, keramik, elfenben och snäckskal har grävts fram. Fu Haos namn finns på flera av bronsartefakterna.